# Lista de episódios de Sydney to the Max
Aqui segue-se uma lista de episódios de Sydney to the Max. Estreou no país original a 25 de janeiro de 2019.
Em Portugal, a série estreia no Disney Channel a 4 de janeiro de 2021.
No Brasil, a série estreou a 21 de julho de 2019 no Disney Channel.

## Episódios
| Temporada | Temporada | Episódios | Exibição original      | Exibição original      | Exibição em Portugal   | Exibição em Portugal   | Exibição no Brasil   | Exibição no Brasil      |
| Temporada | Temporada | Episódios | Estreia de temporada   | Final de temporada     | Estreia de temporada   | Final de temporada     | Estreia de temporada | Final de temporada      |
| --------- | --------- | --------- | ---------------------- | ---------------------- | ---------------------- | ---------------------- | -------------------- | ----------------------- |
|           | 1         | 21        | 25 de janeiro de 2019  | 23 de julho de 2019    | 4 de janeiro de 2021   | 20 de dezembro de 2021 | 21 de julho de 2019  | 25 de fevereiro de 2020 |
|           | 2         | 21        | 13 de dezembro de 2019 | 21 de agosto de 2020   | 18 de dezembro de 2021 | 26 de abril de 2022    | 15 de junho de 2020  | 21 de maio de 2021      |
|           | 3         | 21        | 19 de março de 2021    | 26 de novembro de 2021 | —                      | —                      | 3 de agosto de 2021  | 24 de junho de 2022     |

### 1.ª Temporada (2019)
| #  | #  | Titulo | Dirigido por       | Escrito por                                                                                     | Estreias                                                           | Código de produção | Audiência (em milhões) |
| -- | -- | --- | ------------------ | ----------------------------------------------------------------------------------------------- | ------------------------------------------------------------------ | ------------------ | ---------------------- |
| 1  | 1  | "Não Me Pintes (PT) Não Pinte isso (BR)" "Can't Dye This"                                                                                                | David Kendall      | Mark Reisman                                                                                    | 25 de janeiro de 2019 4 de janeiro de 2021 21 de julho de 2019     | 101                | 0.71                   |
| 2  | 2  | "Quem Deixou os Cães Entrar? (PT) Quem Deixou os Cães Entrarem (BR)" "Who Let the Dogs In?"                                                              | David Kendall      | Gary Murphy                                                                                     | 1 de fevereiro de 2019 5 de janeiro de 2021 30 de julho de 2019    | 106                | 0.69                   |
| 3  | 3  | "Igual ao Pai (PT) Operação Rastreio (BR)" "The Parent Track"                                                                                            | David Kendall      | Patrice Asuncion e Nick Rossitto                                                                | 8 de fevereiro de 2019 6 de janeiro de 2021 31 de julho de 2019    | 104                | 0.59                   |
| 4  | 4  | "Aventuras de Babyssiters (PT) Uma Aventura De Babás (BR)" "Adventures in Babe-Sitting"                                                                  | Robbie Countryman  | Denise Moss                                                                                     | 22 de fevereiro de 2019 7 de janeiro de 2021 1 de agosto de 2019   | 107                | 0.48                   |
| 5  | 5  | "Primeira Depilação (PT) Uma Depilação Do Barulho (BR)" "Shaved by the Bell"                                                                             | David Kendall      | Mark Reisman                                                                                    | 1 de março de 2019 11 de janeiro de 2021 2 de agosto de 2019       | 102                | 0.68                   |
| 6  | 6  | "Eu Sei O Que Fizeste na Última Festa de Pijama (PT) Eu Sei o Que Vocês Fizeram na Última Festa do Pijama (BR)" "I Know What You Did Last Sleepover"     | Danielle Fishel    | Eric Zimmerman e Kirill Baru                                                                    | 8 de março de 2019 12 de janeiro de 2021 5 de agosto de 2019       | 105                | 0.52                   |
| 7  | 7  | "Caça de Boa Qualidade (PT) Gênios Indomáveis (BR)" "Good Grade Hunting"                                                                                 | Robbie Countryman  | Maegan McConnell e Heather Wood                                                                 | 15 de março de 2019 13 de janeiro de 2021 6 de agosto de 2019      | 108                | 0.58                   |
| 8  | 8  | "Tu És Miúda (PT) Poder Feminino (BR)" "You've Got Female"                                                                                               | David Kendall      | Denise Moss                                                                                     | 22 de março de 2019 14 de janeiro de 2021 7 de agosto de 2019      | 103                | 0.52                   |
| 9  | 9  | "O Rei da Mentira (PT) (BR)" "The Lyin' King" | Wendy Faraone      | Eric Zimmerman e Kirill Baru                                                                    | 29 de março de 2019 15 de março de 2021 8 de agosto de 2019        | 109                | 0.45                   |
| 10 | 10 | "Sotão e Confusões (PT) Jovens, Loucos e Entocados (BR)" "Caved & Confused"                                                                              | Jon Rosenbaum      | Nick Rossitto e Patrice Asuncion                                                                | 5 de abril de 2019 16 de março de 2021 7 de outubro de 2019        | 110                | 0.57                   |
| 11 | 11 | "Nem Posso Namorar (PT) Mal Posso Namorar (BR)" "Can't Hardly Date"                                                                                      | Jon Rosenbaum      | Gary Murphy                                                                                     | 12 de abril de 2019 17 de março de 2021 8 de outubro de 2019       | 111                | 0.62                   |
| 12 | 12 | "A Pequena Loja de Reynolds (PT) A Pequena Loja Dos Reynolds (BR)" "Little Shop of Reynolds"                                                             | Jon Rosenbaum      | Eric Zimmerman e Kirill Baru                                                                    | 19 de abril de 2019 18 de março de 2021 9 de outubro de 2019       | 112                | 0.60                   |
| 13 | 13 | "Amigo, Onde Está o Meu Dinheiro da Lavagem de Carro? (PT) Cara, Aonde Está o Meu Dinheiro da Lavagem de Carro? (BR)" "Dude, Where's My Car Wash Money?" | Danielle Fishel    | Patrice Asuncion e Nick Rossitto                                                                | 26 de abril de 2019 6 de setembro de 2021 10 de outubro de 2019    | 113                | 0.49                   |
| 14 | 14 | "Má Como Ela Foi (PT) Pior Impossível (BR)" "As Bad as She Gets"                                                                                         | Danielle Fishel    | Denise Moss                                                                                     | 18 de junho de 2019 7 de setembro de 2021 11 de outubro de 2019    | 114                | 0.54                   |
| 15 | 15 | "Algo Se Passa com o Zach (PT) Quem Vai Ficar Com Zach (BR)" "There's Something About Zach"                                                              | David Kendall      | Gary Murphy                                                                                     | 25 de junho de 2019 8 de setembro de 2021 17 de fevereiro de 2020  | 115                | 0.49                   |
| 16 | 16 | "Nada Como a Coisa da Dança (PT) Não è Nada, è Só Uma Dança (BR)" "Nuthin' but a Dance Thang"                                                            | Jody Margolin Hahn | Denise Moss                                                                                     | 2 de julho de 2019 9 de setembro de 2021 18 de fevereiro de 2020   | 116                | 0.43                   |
| 17 | 17 | "Nunca Fiz um Piercing (PT) Nunca Fui Furada (BR)" "Never Been Pierced"                                                                                  | Jody Margolin Hahn | Maegan McConnell e Heather Wood                                                                 | 9 de julho de 2019 20 de setembro de 2021 19 de fevereiro de 2020  | 117                | 0.47                   |
| 18 | 18 | "Pesadelo na Rua Syd (PT) A Hora Do Pesadelo (BR)" "Nightmare on Syd Street"                                                                             | Ian Reed Kesler    | Kirill Brill e Eric Zimmerman                                                                   | 16 de julho de 2019 21 de setembro de 2021 20 de fevereiro de 2020 | 118                | 0.48                   |
| 19 | 19 | "Mais Avós, Mais Problemas (PT) (BR)" "Mo' Grandmas, Mo' Problems"                                                                                       | Danielle Fishel    | Nick Rossitto e Patrice Asuncion                                                                | 16 de julho de 2019 22 de setembro de 2021 21 de fevereiro de 2020 | 119                | 0.52                   |
| 20 | 20 | "Dançar a Vida Loca (PT) Dançando La Vida Loca (BR)" "Dancin' the Vida Loca"                                                                             | David Kendall      | Gary Murphy                                                                                     | 23 de julho de 2019 23 de setembro de 2021 24 de fevereiro de 2020 | 120                | 0.49                   |
| 21 | 21 | "Como a Sydney Recuperou o Seu Telemóvel (PT) Como Sydney Conseguiu Seu Celular de Volta (BR)" "How Sydney Got Her Phone Back"                           | Robbie Countryman  | Denise Moss (história) Eric Zimmerman, Kirill Baru, Patrice Asuncion e Nick Rossitto (teleplay) | 23 de julho de 2019 20 de dezembro de 2021 25 de fevereiro de 2020 | 121                | 0.51                   |

### 2.ª Temporada (2019-20)
| #  | #  | Titulo                                                                                       | Dirigido por       | Escrito por                       | Estreias                                                             | Código de produção | Audiência (em milhões) |
| -- | -- | -------------------------------------------------------------------------------------------- | ------------------ | --------------------------------- | -------------------------------------------------------------------- | ------------------ | ---------------------- |
| 22 | 1  | "A Des-Ilusão do Natal (PT) Como a Sydney Roubou o Natal (BR)" "How the Syd Stole Christmas" | Robbie Countryman  | Nick Rossitto e Patrick Asunicion | 13 de dezembro de 2019 18 de dezembro de 2021 19 de dezembro de 2020 | 201                | 0.40                   |
| 23 | 2  | "Um Lugar Merecido (PT) O Pai Do Suborno (BR)" "Father of the Bride"                         | Robbie Countryman  | Mark Reisman                      | 23 de março de 2020 21 de dezembro de 2021 15 de junho de 2020       | 202                | 0.44                   |
| 24 | 3  | "O Pacto do Baile (PT) Pacto de Irmãs (BR)" "Sister Pact"                                    | Jon Rosenbaum      | Emily Hirshey                     | 24 de março de 2020 22 de dezembro de 2021 16 de junho de 2020       | 205                | 0.42                   |
| 25 | 4  | "Á Noite, Não No Museu (PT) Sem a Noite do Museu (BR)" "Night Not at the Museum"             | Robbie Countryman  | Gray Murphy                       | 25 de março de 2020 27 de dezembro de 2021 17 de junho de 2020       | 203                | 0.42                   |
| 26 | 5  | "Ecologia, A Quanto Obrigas! (PT) Ecologicamente Correto (BR)" "Going the Green Mile"        | Jon Rosenbaum      | Denise Moss                       | 26 de março de 2020 28 de dezembro de 2021 18 de junho de 2020       | 204                | 0.42                   |
| 27 | 6  | "Um Período Conturbado (PT) De Meninas Para Mulheres (BR)" "Girlz II Women"                  | Jody Margolin Hahn | Cailan Rose                       | 27 de março de 2020 29 de dezembro de 2021 19 de junho de 2020       | 206                | 0.45                   |
| 28 | 7  | "Letra e Voz de Sydney Reynolds (PT) Mais Uma Rima (BR)" "Baby One More Rhyme"               | Jody Margolin Hahn | Patrice Asuncion e Nick Rossitto  | 3 de abril de 2020 30 de dezembro de 2021 23 de fevereiro de 2021    | 210                | 0.37                   |
| 29 | 8  | "Um Ensino para a Vida (PT) O Trabalho da Sra. Harris (BR)" "Mrs. Harris' Opus"              | Raven-Symoné       | Nick Rossitto e Patrice Asuncion  | 10 de abril de 2020 14 de fevereiro de 2022 17 de fevereiro de 2021  | 215                | 0.37                   |
| 30 | 9  | "Almoços de Grupos (PT) O Clube do Almoço (BR)" "The Lunch Club"                             | Kelly Park         | Cailan Rose                       | 1 de junho de 2020 15 de fevereiro de 2022 19 de fevereiro de 2021   | 214                | 0.39                   |
| 31 | 10 | "O Coração de Portland (PT) O Garoto Encontra o Pai (BR)" "Boy Meets Dad"                    | Jody Margolin Hahn | Denise Moss                       | 2 de junho de 2020 16 de fevereiro de 2022 15 de fevereiro de 2021   | 211                | 0.26                   |
| 32 | 11 | "Um Batido de Sucesso (PT) Sugando o Inimigo (BR)" "Slurping with the Enemy"                 | Kelly Park         | Eric Zimmerman e Kirill Baru      | 3 de junho de 2020 17 de fevereiro de 2022 2 de maio de 2021         | 213                | 0.32                   |
| 33 | 12 | "Uma Passagem de Ano Histórica (PT) Qual é Mesmo Minha Nota? (BR)" "What's My Grade Again?"  | Caroline Rhea      | Emily Hirshey                     | 4 de junho de 2020 21 de fevereiro de 2022 21 de maio de 2021        | 217                | 0.42                   |
| 34 | 13 | "Um Mistério Amoroso (PT) Hora de Arrasar Corações (BR)" "Crush Hour"                        | Robbie Countryman  | Gary Murphy                       | 5 de junho de 2020 22 de fevereiro de 2022 17 de maio de 2021        | 221                | 0.39                   |
| 35 | 14 | "Memórias Especiais (PT) Alugando Chateação (BR)" "Bummer Rental"                            | Danielle Fishel    | Kirill Baru e Eric Zimmerman      | 12 de junho de 2020 23 de fevereiro de 2022 22 de fevereiro de 2021  | 218                | 0.39                   |
| 36 | 15 | "As Quatro não Amigas (PT) Minhas Ex-Melhores Amigas (BR)" "My Best Friends' Ending"         | Jon Rosenbaum      | Kirill Baru e Eric Zimmerman      | 19 de junho de 2020 24 de fevereiro de 2022 24 de fevereiro de 2021  | 207                | 0.42                   |
| 37 | 16 | "Mensagem Não Recebida (PT) Continue Cantando (BR)" "Sing It On"                             | David Kendall      | Aaron Wiener                      | 26 de junho de 2020 18 de abril de 2022 25 de fevereiro de 2021      | 219                | 0.41                   |
| 38 | 17 | "Uma Homenagem Sentida (PT) Arrasando na Parada (BR)" "Rock the Float!"                      | David Kendall      | Cailan Rose                       | 17 de julho de 2020 19 de abril de 2022 17 de maio de 2021           | 220                | 0.30                   |
| 39 | 18 | "A Zona Mano (PT) O Grande Rozalski (BR)" "The Big Rozalski"                                 | Ian Reed Kesler    | Maegan McConnell e Heather Wood   | 24 de julho de 2020 20 de abril de 2022 18 de maio de 2021           | 208                | 0.51                   |
| 40 | 19 | "Reencontro de Amigos (PT) Quando Harry Encontrou Sydney (BR)" "When Harry Met Sydney"       | Danielle Fishel    | Emily Hirshey                     | 7 de agosto de 2020 21 de abril de 2022 19 de maio de 2021           | 209                | 0.28                   |
| 41 | 20 | "Rock e Namora (PT) Olha Quem Está no Pedaço (BR)" "Look Who's Rocking"                      | Danielle Fishel    | Gary Murphy                       | 14 de agosto de 2020 25 de abril de 2022 20 de maio de 2021          | 212                | 0.28                   |
| 42 | 21 | "Um Presente de Aniversário Especial (PT) Treze Velas (BR)" "Thirteen Candles"               | Jon Rosenbaum      | Denise Moss                       | 21 de agosto de 2020 26 de abril de 2022 21 de maio de 2021          | 216                | 0.36                   |

### 3.ª Temporada (2021)
| #  | #  | Titulo                                                             | Dirigido por          | Escrito por                      | Estreias                                      | Código de produção | Audiência (em milhões) |
| -- | -- | ------------------------------------------------------------------ | --------------------- | -------------------------------- | --------------------------------------------- | ------------------ | ---------------------- |
| 43 | 1  | "Refazendo Meu Quarto (BR)" "Tearin' Up My Room"                   | Robbie Countryman     | Denise Moss                      | 19 de março de 2021 2 de agosto de 2021       | 301                | 0.36                   |
| 44 | 2  | "Boas Mentoras (BR)" "A Few Good Mentors"                          | Robbie Countryman     | Gary Murphy                      | 26 de março de 2021 3 de agosto de 2021       | 302                | 0.26                   |
| 45 | 3  | "Ele é Tudo Isso (BR)" "He's All That"                             | Robbie Countryman     | Emily Hirshey                    | 2 de abril de 2021 4 de agosto de 2021        | 303                | 0.29                   |
| 46 | 4  | "Três Amigas e um Harry (BR)" "Three Amigas and a Harry"           | Danielle Fishel       | Kirill Baru e Eric Zimmerman     | 9 de abril de 2021 5 de agosto de 2021        | 304                | 0.27                   |
| 47 | 5  | "Aventura de Garoto (BR)" "Boy Story"                              | Danielle Fishel       | Nick Rossitto e Patrice Asuncion | 16 de abril de 2021 6 de agosto de 2021       | 305                | 0.26                   |
| 48 | 6  | "Meus Primeiros Inimigos (BR)" "My Own First Enemies"              | Danielle Fishel       | Cailan Rose                      | 23 de abril de 2021 9 de agosto de 2021       | 306                | 0.28                   |
| 49 | 7  | "O Projeto de Mudança do Cabelo (BR)" "The Hair Switch Project"    | Morenike Joela        | Kourtney Richard                 | 30 de abril de 2021 10 de agosto de 2021      | 309                | 0.27                   |
| 50 | 8  | "O Planejador de Bat Mitzvah (BR)" "The Bat Mitzvah Planner"       | David Kendall         | Mark Reisman                     | 7 de maio de 2021 11 de agosto de 2021        | 307                | 0.20                   |
| 51 | 9  | "Caramba! Eu Me Sinto uma Gênia (BR)" "Man! I Feel Like a Genius"  | Jon Rosenbaum         | Gary Murphy                      | 14 de maio de 2021 12 de agosto de 2021       | 310                | 0.30                   |
| 52 | 10 | "O que a Olive Rozalski tem? (BR)" "What's Eating Olive Rozalski?" | Morenike Joela        | Eric Zimmerman e Kirill Baru     | 4 de junho de 2021 13 de agosto de 2021       | 311                | 0.34                   |
| 53 | 11 | "Fazer a Coisa Certa (BR)" "Do the Write Thing"                    | Raven-Symoné          | Patrice Asuncion e Nick Rossitto | 11 de junho de 2021 21 de fevereiro de 2022   | 312                | 0.33                   |
| 54 | 12 | "Boas Intenções (BR)" "Cool Intentions"                            | Ian Reed Kesler       | Denise Moss                      | 18 de junho de 2021 22 de fevereiro de 2022   | 313                | 0.24                   |
| 55 | 13 | "Crush Próprio (BR)" "A Crush of Their Own"                        | David Kendall         | Emily Hirshey                    | 25 de junho de 2021 23 de fevereiro de 2022   | 314                | 0.30                   |
| 56 | 14 | "A Caçada ao Outubro Maneiro (BR)" "The Hunt for the Rad October"  | Jon Rosenbaum         | Aaron Weiner                     | 8 de outubro de 2021 14 de outubro de 2021    | 308                | 0.14                   |
| 57 | 15 | "Criando o Jingle (BR)" "Jingled Out"                              | Caroline Rhea         | Cailan Rose                      | 15 de outubro de 2021 24 de fevereiro de 2022 | 315                | 0.18                   |
| 58 | 16 | "Querida, Encolhi as Roupas (BR)" "Honey, You Shrunk the Fit"      | Danielle Fishel       | Patrice Asuncion e Nick Rossitto | 22 de outubro de 2021 25 de fevereiro de 2022 | 316                | 0.14                   |
| 59 | 17 | "A Compra da Família (BR)" "Family Buy"                            | Leonard R. Garner Jr. | Denise Moss e Gary Murphy        | 29 de outubro de 2021 3 de junho de 2022      | 317                | 0.17                   |
| 60 | 18 | "Minha Prima Lexi (BR)" "My Cousin Lexi"                           | Raven-Symoné          | Kourtney Richard                 | 5 de novembro de 2021 3 de junho de 2022      | 318                | 0.15                   |
| 61 | 19 | "Que Bela Voz (BR)" "Praise Your Voice"                            | Robbie Countryman     | Cailan Rose                      | 12 de novembro de 2021 10 de junho de 2022    | 319                | 0.26                   |
| 62 | 20 | "Torta de Matar (BR)" "Pie Hard"                                   | Jody Margolin Hahn    | Emily Hirshey                    | 19 de novembro de 2021 17 de junho de 2022    | 320                | 0.19                   |
| 63 | 21 | "Um Brunch de Domingo Qualquer (BR)" "Any Given Sunday Brunch"     | David Kendall         | Kirill Baru e Eric Zimmerman     | 26 de novembro de 2021 24 de junho de 2022    | 321                | 0.33                   |